# NGC 2615
NGC 2615 è una galassia a spirale barrata situata nella costellazione dell'Idra, a una distanza di circa 217 milioni di anni luce dalla nostra Via Lattea.

## Scoperta
La galassia è stata scoperta il 6 febbraio 1885 dall'astronomo francese Édouard Stephan.

## Descrizione
NGC 2615 presenta una larga riga a 21 cm dell'idrogeno neutro. Nella galassia sono presenti anche regioni di idrogeno ionizzato.

## Supernova
Il 17 aprile 2014, all'interno di NGC 2615 è stata scoperta la supernova SN 2014ao nel corso del programma LOSS (Lick Observatory Supernova Search) dell'Osservatorio Lick. La supernova è stata classificata di tipo Ia.